# Asia Hogan-Rochester
Asia Hogan-Rochester (20 de abril de 1999) é uma jogadora de rugby sevens canadense.

## Carreira
Ela ganhou uma medalha de ouro nos Jogos Pan-Americanos de 2019 como membro da seleção feminina de rúgbi sevens do Canadá. Após a vitória sobre os Estados Unidos, ela disse que "É irreal, não acredito que isso aconteceu. Este foi o nosso maior adversário, então estávamos um pouco (nervosos). Mas definitivamente usamos esses nervos para chegar a esta final e saímos por cima, felizmente." Hogan-Rochester joga principalmente nas posições de ala ou lateral. Ela foi escolhida para as Olimpíadas de Verão de 2024 em Paris, França. A equipe ganhou uma medalha de prata, vindo de 0-12 para derrotar a Austrália por 21-12 nas semifinais, antes de perder a final para a Nova Zelândia.